# Homalanthus nutans
Homalanthus nutans är en törelväxtart som först beskrevs av Johann Georg Adam Forster, och fick sitt nu gällande namn av Jean Baptiste Antoine Guillemin. Homalanthus nutans ingår i släktet Homalanthus och familjen törelväxter. Inga underarter finns listade i Catalogue of Life.

## Bildgalleri

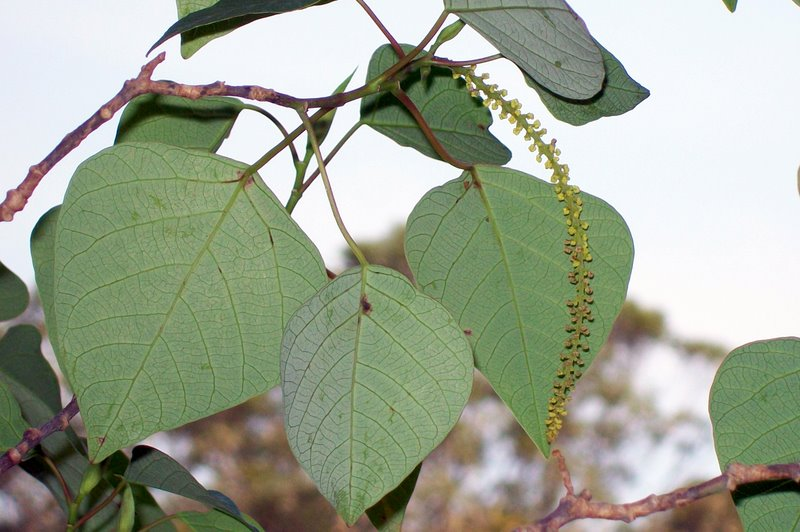
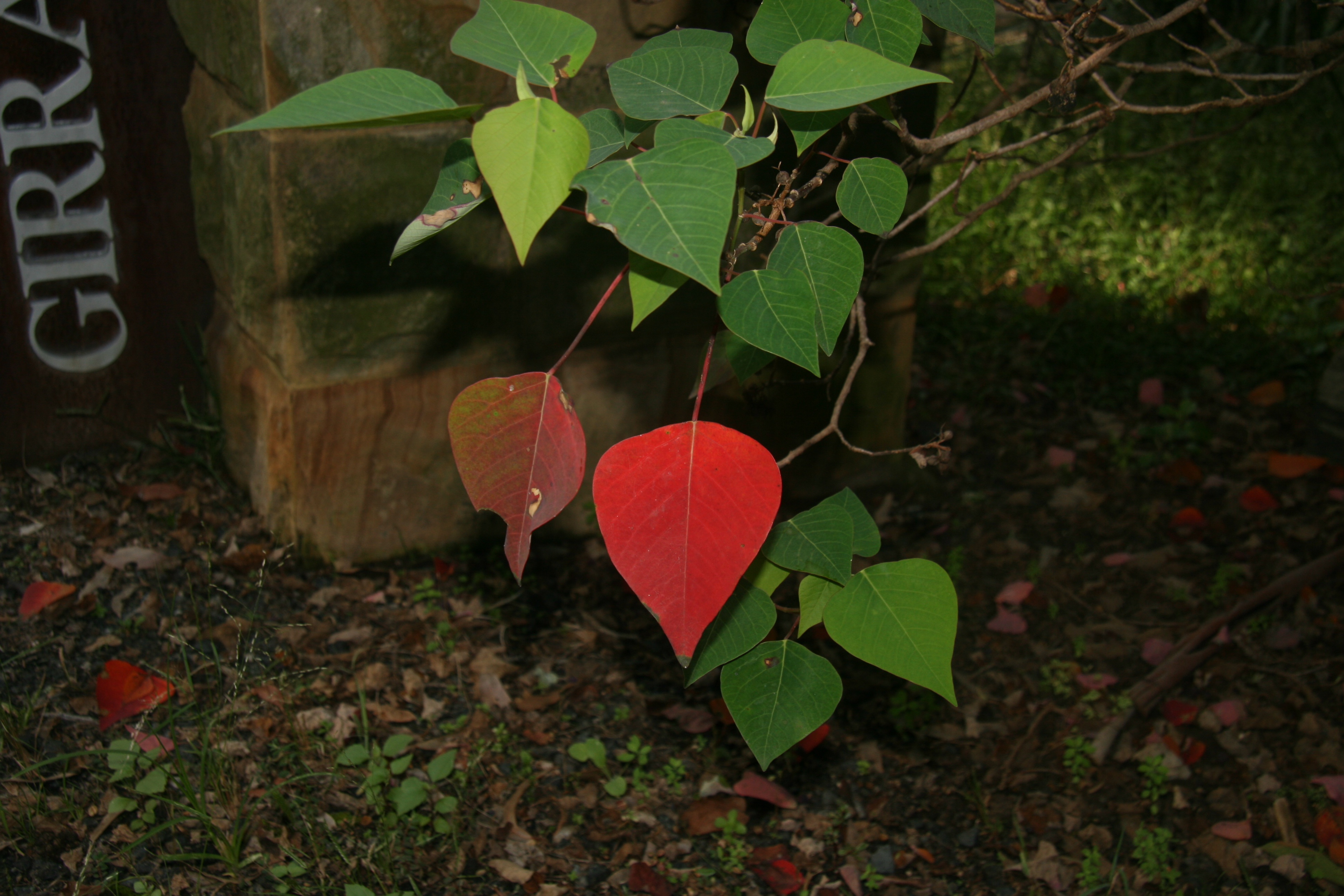